# (84719) 2002 VR128
(84719) 2002 VR128 — транснептуновый объект открытый в 2002 году группой Майкла Брауна и Чада Трухильо. В настоящее время об объекте мало что известно. Объект классифицируется как плутино.